# Brandschicht

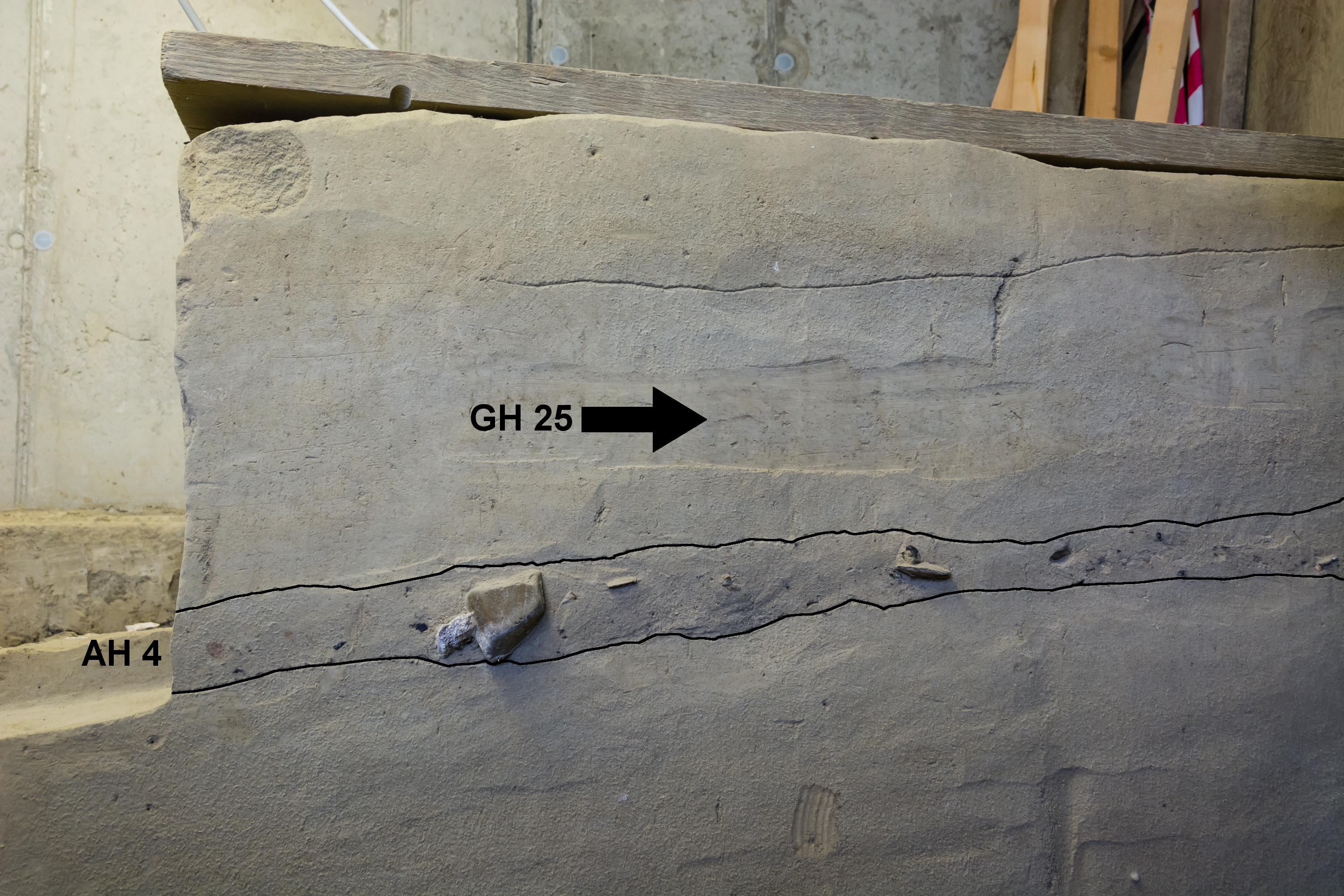
Krems-Wachtberg GH 25:
Sehr feine, vermutlich auf Steppenbrände zurückzuführende Brandschicht

Als Brandschicht bezeichnet man in der Archäologie ein Erdpaket, das hauptsächlich durch das Verbrennen von Gegenständen oder Gebäuden entstanden ist. Die Ausdehnung der Schicht ist dabei unerheblich. Es kann sich sowohl um die Reste eines Lagerfeuers als auch um die einer niedergebrannten Siedlung handeln.
Die Aufnahme von Brandschichten erfolgt in der Eventstratigraphie, einem Unterbereich der allgemeinen Schichtenkunde.